# Battle Mountain (Nevada)
Battle Mountain ist ein Census-designated place (CDP) im Lander County im US-Bundesstaat Nevada. Der Ort hatte beim Zensus 2020 3.646 Einwohner. Battle Mountain ist Verwaltungssitz (county seat) des Lander County.

## Geographie
Battle Mountain liegt im nördlichen Zentrum von Nevada, zwischen Elko und Winnemucca. Die Interstate 80 und die U.S. Route 50 verlaufen in der Nähe des Ortes. Der Humboldt River fließt durch die Gegend.

## Wirtschaft
Battle Mountain war historisch ein Zentrum für Bergbau, insbesondere Gold und Kupfer. Der Bergbau ist auch heute noch ein wichtiger Wirtschaftszweig. Es gibt außerdem Landwirtschaft, darunter Rinderzucht.

## Bildung
Der Ort verfügt über mehrere öffentliche Schulen, die vom Lander County School District betrieben werden.

## Bekanntheit
Battle Mountain wurde 2001 durch einen Artikel in der Zeitschrift Washington Post bekannt, in dem es als „the armpit of America“ („die Achselhöhle Amerikas“) bezeichnet wurde. Diese Aussage wurde später in Werbekampagnen aufgegriffen.

## Verkehr
Der Ort liegt an der Interstate 80 und wird von der Union Pacific Railroad bedient. Es gibt einen kleinen Flughafen, den Battle Mountain Airport (Lander County Airport).

## Persönlichkeiten
- Brian Krolicki (* 1960), Politiker, ehemaliger Vizegouverneur von Nevada
- Clarence Ray Allen (1930–2006), verurteilter Mörder, in Battle Mountain geboren